# Pig Hunt
Pig Hunt is een Amerikaanse horrorfilm uit 2008 onder regie van James Isaac. De productie won de prijs voor de beste actie/avonturenfilm op het WorldFest Houston en de juryprijs voor beste regie van het Chicago Horror Film Festival. Pig Hunt was de laatste film die Isaac regisseerde voor hij in 2012 overleed.

## Verhaal

### Proloog
Een bewapende man rent angstig door een bos. Achter zich hoort hij een wild zwijn schreeuwen. De man verschuilt zich achter een boom en richt zijn geweer in de richting waar hij zijn aanvaller verwacht. Die verrast hem alleen van de andere kant en scheurt hem vervolgens aan stukken. 

### Hoofdlijn
John Hickman verruilt een weekend de stad voor het platteland om met zijn vrienden Ben, Quicy en Wayne te gaan jagen. Wanneer de andere drie John ophalen, blijkt die zijn vriendin Brooks ook mee te nemen. Quincy heeft daarnaast zijn hond Wolfgang bij zich. Samen gaan ze op weg naar Hickman Ranch, een gebied waar Johns overleden oom woonde. John groeide er op, maar is er niet meer geweest sinds hij zestien jaar oud was.
Wanneer de groep bij een nabij tankstation de weg vraagt, spreekt Ben de beheerder bewonderend aan over de kop van het wilde zwijn dat aan de muur hangt. Volgens de man woog het dier meer dan 150 kilo toen hij het ving. Hij vertelt dat er een nog veel grotere in het bos zou rondlopen, die de lokale bevolking The Ripper noemt. Die zou meer dan 1500 kilo wegen. Terwijl de jongens binnen zijn, voorkomt de leider van een lokale groep hippies buiten dat een ratelslang Brooks kan bijten. Hij schept het beest op met een zwaard en haalt het bij haar weg, zonder de slang kwaad te doen. De buitengekomen John schiet het dier vervolgens nodeloos dood met zijn kruisboog. Dat en Bens gedrag tegen de hippieleider, zorgen ervoor dat de ontmoeting op gespannen voet eindigt.
Wanneer de groep het bos inrijdt, passeren ze een aantal weinig hartelijk terugkijkende hillbilly's. Het is de clan van de lokale familie Tibbs. Het huisje van Johns oom maakt duidelijk dat de man een fervente jager was. De muren hangen vol met trofeeën en krantenknipsels. Het is alleen ook compleet overhoop gehaald en ondergekliederd. De groep overnacht daarom in tenten in de tuin. John vertelt bij een kampvuur dat de bossen vroeger vol zaten met zwijnen, maar tegenwoordig meer met hennep. Twee van de hillbilly's die ze eerder zagen, duiken plotseling op bij de tenten. Het blijken Jake en Ricky Tibbs, twee broers waarmee John in zijn jeugd bevriend was. Wanneer ze horen dat de groep in de bossen op zwijnen gaat jagen, besluiten ze mee te gaan. Ze maken er geen geheim van dat ze Johns nieuwe vrienden maar stadse watjes vinden. Ricky laat ze zijn littekens zien om te bewijzen dat hij wél ervaring heeft met het jagen op wilde zwijnen. Ben wil zich bewijzen door met een geweer bierblikjes van een stam te schieten, maar raakt niets. Hetzelfde geldt voor Wayne. Brooks daarentegen schiet de blikjes allebei omver en raakt ze met haar volgende drie kogels nog drie keer op de plekken waar ze neerkomen. Dit tot hilariteit van de broeders Tibbs. Ricky vertelt dat Johns oom is gedood door The Ripper, maar John wil hier niets van weten. Volgens hem is het dier een legende en is zijn oom aan zijn eind gekomen door een ongeluk, veroorzaakt doordat hij te veel dronk.
Na een tijd lopen door het bos, komt de groep aan bij een gebied dat bekendstaat als The Big Wallow. Hier blaast Jake op een lokfluitje dat een geluid voortbrengt als dat van een biggetje in nood. Onmiddellijk stormt een aantal volwassen zwijnen de richting van de jagers in. Die wachten de dieren met de wapens in de aanslag op. Het eerste zwijn dat aankomt, verrast Wayne en beukt zijn knie in tweeën. Alleen Brooks weet er één neer te schieten. Ricky zaagt de kop er vanaf en kijkt verrast op. Hoewel het zwijn de omvang van een normaal volwassen dier heeft, heeft het nog amper tot geen kraakbenen pantser in de nek en schouders. Ricky legt uit dat dit betekent dat het zwijn in werkelijkheid een ongewoon grote big is. Wanneer hij de maag van het dier opensnijdt, komt daar een mensenhand uit.
Wolfgang is tijdens de stormloop van de zwijnen achter een van de dieren aangegaan. Quincy gaat naar hem op zoek, maar treft in plaats van zijn hond een veld hennepplanten aan. Hij komt terug en neemt de anderen er mee naartoe. Alleen Brooks blijft bij de gewonde Wayne achter. Wanneer John het hennepveld ziet, wil hij hier aangifte van doen bij de politie. Jake en Ricky daarentegen beginnen planten in plastic zakken te proppen. Ze kwamen helemaal niet mee voor de jacht, maar om de planten te stelen en voor grof geld te verkopen. John wil Ricky tegenhouden, maar die snijdt hem in zijn arm en neemt hem onder schot. John en Jake proberen Ricky te kalmeren. Ben heeft niets van het voorgaande meegekregen. Wanneer hij tussen twee struiken uitkomt, schiet hij Ricky van achteren dood, in de veronderstelling dat John in levensgevaar was. Omdat niemand weet hoe Jake zal reageren op de dood van zijn broer, richten verschillende leden van de groep hun geweer op hem. Hij laat de anderen verteerd door woede en verdriet achter, maar zweert dat hij met zijn hele familie terugkomt om iedereen af te maken.
John, Ben en Quincy keren terug naar Brooks en Wayne om te vertellen dat ze zo snel mogelijk weg moeten. Ben en Quincy gaan vast samen op pad. John en Brooks willen eerst canvas halen om een draagbaar voor Wayne te maken. Onderweg komen ze erachter dat het lichaam van Ricky weg is. Ook staat een omgevallen bord dat naast hem lag weer recht. Ze keren terug naar Wayne, maar ook die is nu weg. Jake arriveert intussen bij de Tibbs-clan en vertelt over de moord op Ricky. Alle aanwezige mannen trekken direct woest en bewapend op gemotoriseerde voertuigen de bossen in. Quincy vindt Wolfgang dood terug in de tuin van het huisje van Johns oom. Direct daarna worden Ben en hij ingesloten door de mannen van de Tibbs-clan. Terwijl Ben naar binnen vlucht, probeert Quincy weg te komen in de wagen die voor de deur staat. Jake ramt hemt met voertuig en al een geul in. Quincy kruipt hier gewond uit en smeekt om genade, maar Jake schiet hem door zijn achterhoofd. Ben heeft binnen afgerekend met zijn achtervolger en is weg. Jake verdeelt de clan in twee groepen voor ze verder zoeken.
John en Brooks lopen in het bos de hippieleider weer tegen het lijf. Hij vertelt ze dat ze de radio in de commune mogen gebruiken om hulp te vragen. Ben is al gewond en strompelend aangekomen bij de commune. Hij kijkt zijn ogen uit bij een warmwaterbron vol jonge, naakte vrouwen en valt dan flauw. Wanneer hij bij bewustzijn komt, ligt hij in een bed omgeven door vrouwen. Ze wassen hem en verzorgen zijn schouderwond. Ze laten hem cannabis roken tegen de pijn. De vrouwen nemen Ben daarna mee om samen een modderbad te nemen, maar wanneer de deur achter hem dichtslaat, bevindt hij zich buiten, binnen een houten omheining. Wayne zit er met handboeien vast aan een paal en stamelt dat iets hem aan het opeten is.
John en Brooks raken gescheiden van de hippieleider door een aanval van mannen van de Tibbs-clan. Brooks schiet een van de leden neer. De hippieleider onthoofdt elders een ander met zijn zwaard. Daarna opent hij een houten poort. Een derde man van de Tibbs-clan belandt vlak bij de commune. Hij wordt afgeleid door een naakte vrouw die hem om hulp vraagt. Een andere vrouw maakt hier gebruik van door hem van achteren neer te steken. Een vierde lid van de Tibbs-clan hoort het geschreeuw van een zwijn met vaart zijn richting in komen. John en Brooks vinden de hippieleider terug en arriveren samen met hem bij de ingang van de commune. Hier zet hij plotseling zijn zwaard op Brooks keel. Hij laat John opsluiten in een houten hok dat uitkijkt op de omheinde ruimte waar Ben en Wayne zaten opgesloten. Volgens de hippieleider was dat ook de laatste plek die Johns oom zag. Ben en Wayne zijn inmiddels verdwenen. Het enige wat John ziet, is bloed, modder en vleesresten. Jake komt aan bij de commune en schiet twee van de vrouwen neer. Hij dwingt een derde om hem naar John te brengen. De hippieleider neemt Brooks intussen mee naar de omheinde ruimte en blaast op een lokfluit. Jake arriveert precies op tijd bij John om samen met hem te zien wat er aan komt lopen; The Ripper, met een van de leden van de Tibbs-clan in zijn bek. De hippieleider wil Brooks offeren aan het reuzenzwijn. Jake staat even zo perplex van het dier, dat de vrouw die hem naar John bracht hem in zijn oog en nek kan steken. Hiervoor gebruikt ze een van de slagtanden aan haar ketting. John grijpt Jakes geweer en schiet daarop de vrouw neer. Hij schiet met de laatste kogel in het magazijn op The Ripper, maar die geeft geen krimp.
Doordat de hippieleider op zijn beurt even afgeleid is, krijgt Brooks zijn stroomstootwapen te pakken en geeft ze hem een schok. Zijn gil trekt de aandacht van The Ripper. Die richt zich nu op hem in plaats van op Brooks. Doordat hij het stroomstootwapen kwijt is, kan hij zich ook niet verdedigen wanneer het reuzenzwijn op hem afkomt om hem te verscheuren. John vertelt Brooks dat ze zich zo stil mogelijk moet houden. The Ripper is zo goed als blind en gaat af op zijn gehoor. John gaat zelf op zijn rug in de modder liggen. Wanneer The Ripper over hem heen staat, schiet hij het zwijn van onderen in de keel met zijn kruisboog. Hij wringt daarna met de pijl tot het dier dood neervalt. Wanneer John en Brooks vertrekken, kijkt een jongen van de Tibbs-clan ze van buiten de omheining zwijgend na.

## Rolverdeling
| - Travis Aaron Wade - John Hickman - Tina Huang - Brooks - Howard Johnson Jr. - Ben - Trevor Bullock - Quincy - Rajiv Shah - Wayne - Jason Foster - Jake Tibbs - Nick Tagas - Ricky Tibbs - Bryonn Bain - Hippieleider - Christina McKay - Crystal - Charlie Musselwhite - Charlie - Marissa Ingrasci - Sage - Lanie Grainger - Poppy | - Luis Saguar - T.J. - Lane Foard - Lex Wockenfuss - Leanne Borghesi - Darlene - Henrietta 'Henri' Musselwhite - Henri - Vince Ballew - Gas Mask - Michelle Redwine - Willow - Stephanie Voelckers - Rain - Chris Paxton - Billy Tibbs - Travis Bell - Wild Child - Willie Brown - Willie - Wilkes Bashford - Wilkes |